# 大東市
大東市（だいとうし）は、大阪府の北河内地域に位置する市。

## 概要
平安時代より、東高野街道など大阪と奈良を結ぶ交通の要衝として栄え、また戦乱の舞台ともなってきたが、江戸時代の治水・新田開発などにより、商都大阪の重要な後背地となった。
地名の由来は「大阪市の東部に隣接する衛星都市として飛躍的発展が期待されるという明るい展望」を、「光は東方より」という古代ローマのことわざに託したことによる。

## 地理
- 飯盛山

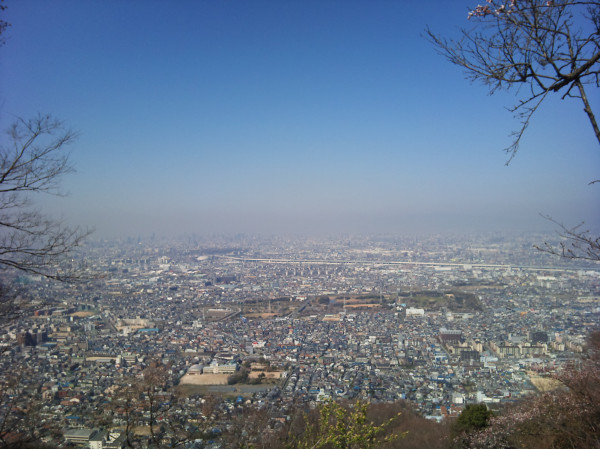
大東市街地

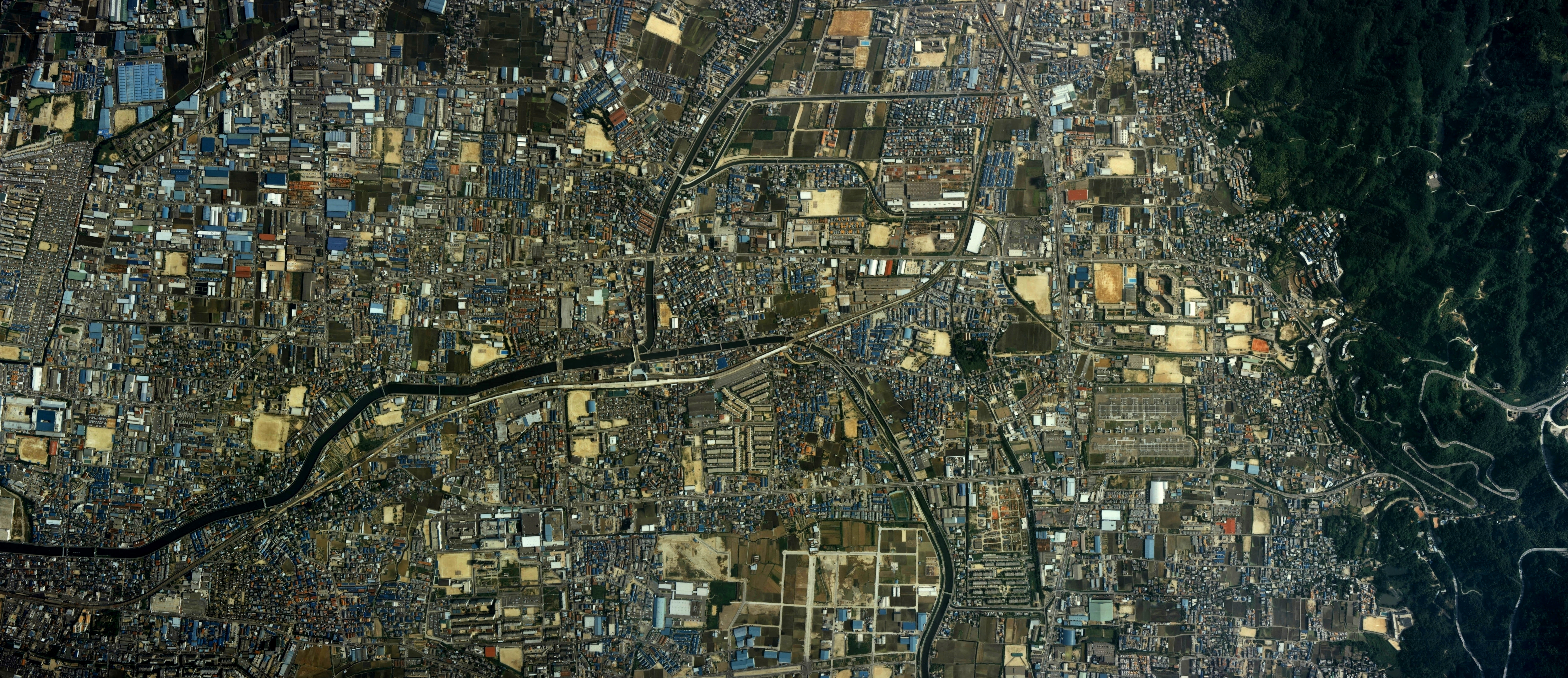
大東市中心部周辺の空中写真。1985年撮影の4枚を合成作成。
。

- 寝屋川、恩智川、鍋田川、谷田川、権現川、御領用水
- 深野池：干拓される前は非常に大きな池であった。

### 隣接する自治体・行政区
大阪府
- 大阪市（鶴見区）
- 東大阪市
- 寝屋川市
- 門真市
- 四條畷市

奈良県
- 生駒市

## 歴史
古代
縄文時代前期の頃には生駒山の麓まで河内湾であったこの付近も、中期に入ると縮小に入り弥生時代には河内湖へと変貌し、中垣内や野崎、北条辺りに集落がつくられた。
古墳時代に入ると、堂山古墳群など飯盛山の麓一帯に多くの古墳が造営された。この頃になるとこの地域は国の歴史の流れに組み込まれるようになり、西大寺の荘園であった「河内国更占（讃良）郡須濱庄」（現須波麻神社周辺）が奈良時代の文献に残されている。また当時、土地開発（条里制）がおこなわれたが、その名残が中垣内から北条という地名に残っている。
中世
平安時代になると河内湖は更に大きな池へと変化した（枕草子／勿入渕（ないりそのふち）と呼称されている）。それに合わせるように東高野街道沿いには集落ができ、とくに奈良へ向かう中垣内越の道と交差する寺川や中垣内辺りは交通の要衝として重要な地となった。大東市含めこの地方は古代より水害に見舞われることの多い地域ではあったが、利点として豊富な魚介や特産物の蓮があり、そのため今の赤井付近には皇室の食料を調達するための供御領が存在した。またこの頃になると低地開発がすすみ集落がより拡大した。
戦乱の世になると、東高野街道をはじめとするこの地域は戦略上重要な場所となり、たびたび舞台として名が登場する事となった（四條畷の戦い、飯盛山城）。この頃、東に深野池、西南に新開池と２つの池に範囲が確定し、深野池に浮かぶ島には飯盛城の支城である三箇城（現存せず/三箇菅原神社）があった。城主の三箇氏はキリシタンでこの地に教会を建設するなど、意欲的に活動を行い、それは宣教師ルイス・フロイスによって欧州にまで伝えられていた。
近世
1704年の大和川のつけかえとそれに伴う深野池、新開池の干拓、新田の造成は地域の姿を一変させた。とくに本願寺難波別院が中心となって行われた新田開発は各地からきた開拓民によって進められ、それらの定着は以降の農業の歴史において大きな力となった。結果、稲作を中心に木綿、菜種などの生産高は飛躍的に増大し、「天下の台所」と称されていた大坂を支える地位を確立。また農業生産の伸びは地域を発展させ、大坂―奈良の中継地として農産物の集散地として貸客舟運の拠点（角堂浜、住吉神社）として大きな賑わいを見せた。野崎観音参りなど都市部との行き来も盛んになった。これらは「河内名所図絵」や「人形浄瑠璃―お染久松」を通して窺い知れる。
近代
江戸期に引き続き、豊かな農業生産を基礎に大阪を支える支柱となった。地元篤志家による私学校、深野郷学校の開設、1892年（明治25年）の片町・四条畷間の鉄道、浪速鉄道の開通（のちに国鉄片町線となった）など近代化が推し進められた。大正に入ると人口が1万人を超え、電灯の設置や上水道整備を実現させ、特に浄水場の建設は情勢からすれば画期的なものであった。大正から昭和初期にかけて少しずつ人口は増え続けた。
1895年（明治28年）、住道駅南側に繊維会社の摂河紡績住道工場が稼動を開始、1899年（明治32年）に同工場は鐘淵紡績（後のカネボウ）へ譲渡され、鐘淵紡績（カネボウ）住道工場となり、化学繊維の普及などから1975年（昭和50年）に閉鎖されるまで76年間にわたって"繊維の街"として栄えた。同工場の跡地にはベルパーク住道マンションや大東四條畷消防本部、大東市総合文化センター、大東市総合福祉センターなどが建設されている。
現代
1956年（昭和31年）4月1日、南郷村・住道町・四条町が合併して大東市が発足。大阪府下22番目の市。人口3万人を突破。
高度経済成長期によって住宅、工場、事業所の進出が著しく増大し、急速な人口増加と都市化を経験。1975年（昭和50年）には人口約11万人にまで膨れ上がった。農地比率が高く、地盤も弱いこの地域は高い行政需要を生み出し、対応の難しさが様々な都市問題を引き起こす原因となった。こうした中で1972年（昭和47年）と1975年（昭和50年）には集中豪雨による河川氾濫により未曾有の水害に襲われ多くの市民が被害にあった。
1972年（昭和47年）、寝屋川の堤防が洪水で決壊。市域が水没する（大東水害訴訟）。
その後この大災害を教訓に、水道事業の推進、河川や水路の改修を最重点に道路、公園、教育、福祉施設等に力を入れ、住道駅、野崎駅、四条畷駅の三拠点を中心に官民一体となって積極的なまちづくりを行っている。「人間尊重の快適なまちづくりをめざして」を掲げる第2次総合計画、「つくろうヒューマン新都心・大東」をテーマとする第3次総合計画、「いきいき安心のまち・大東」をテーマする第4次総合計画（2001年策定）はその意識に基づかれたものである。
1986年（昭和61年）、市制施行30周年を記念して大東市立総合文化センター(サーティホール)がつくられた。

### ご当地キャラクター
・2011年（平成23年）大東市公式マスコットキャラクター「ダイトン」

## 行政

### 市長
- 逢坂伸子（2024年5月5日就任、1期目）

| 代   | 氏名       | 就任         | 退任         |
| ---- | ---------- | ------------ | ------------ |
| 初代 | 川口房太郎 | 1956年4月1日 | 1976年5月4日 |
| 2代  | 西村昭     | 1976年5月5日 | 1992年5月4日 |
| 3代  | 近藤松次   | 1992年5月5日 | 2000年5月4日 |
| 4代  | 岡本日出士 | 2000年5月5日 | 2012年5月4日 |
| 5代  | 東坂浩一   | 2012年5月5日 | 2024年5月4日 |
| 6代  | 逢坂伸子   | 2024年5月5日 | 現職         |

### 公的機関
- 四條畷警察署（深野三丁目）
- 大東・四條畷消防組合（消防広域化前は大東市消防本部）（新町）
- 大東市立総合文化センター（新町）
  - 大東市立文化ホール(サーティホール)
  - 大東市立公民館
  - 大東市立中央図書館
- 来ぶらり四条（野崎三丁目）
  - 大東市立歴史とスポーツふれあいセンター
  - 大東市立歴史民俗資料館
  - 大東市立東部図書館
- 来ぶらり南郷（氷野四丁目）
  - 大東市立生涯学習ルーム「まなび南郷」
  - 大東市立西部図書館

## 議会

### 市議会
定数は17人。2016年6月20日時点での会派構成は以下の通り。
| 会派名                   | 議席数 | 所属党派           |
| ------------------------ | ------ | ------------------ |
| 公明党議員団             | 4      | 公明党             |
| 清新会                   | 3      |                    |
| 大阪維新の会             | 3      | 大阪維新の会       |
| 自民党翔政会             | 2      | 自由民主党         |
| 自民党議員団と無所属の会 | 2      | 自由民主党、無所属 |
| 日本共産党議員団         | 2      | 日本共産党         |
| 無所属                   | 1      |                    |

### 大阪府議会（大東市及び四條畷市選挙区）
- 定数：2名 （2015年の府議会議員選挙より、四條畷市と合区）
- 任期：2015年4月30日 - 2019年4月29日

### 衆議院
衆議院小選挙区では、寝屋川市、四條畷市と共に大阪府第12区を構成する。

## 姉妹都市・交流都市
2017年4月現在、姉妹都市・友好都市の名義で提携を行っている国内外の自治体は存在しない。
かつて、同じ大東の名を持つ自治体4市町による「全国「大東」同名市・町会」（通称「大東サミット」、1986年 - 2004年。市町村サミット参照）に参加していた（他のメンバーは岩手県大東町、静岡県大東町、島根県大東町）が、平成の大合併により、大東市以外の自治体が消滅したため解散した。この縁で2011年の東日本大震災の被災地となった岩手県一関市（旧大東町）に市議会が見舞金を送っている。
2014年5月9日に、隣接する四條畷市、奈良県生駒市との3市間で災害時相互応援協定を結んだ。

## 経済

### 大東市に本社を置く主な企業

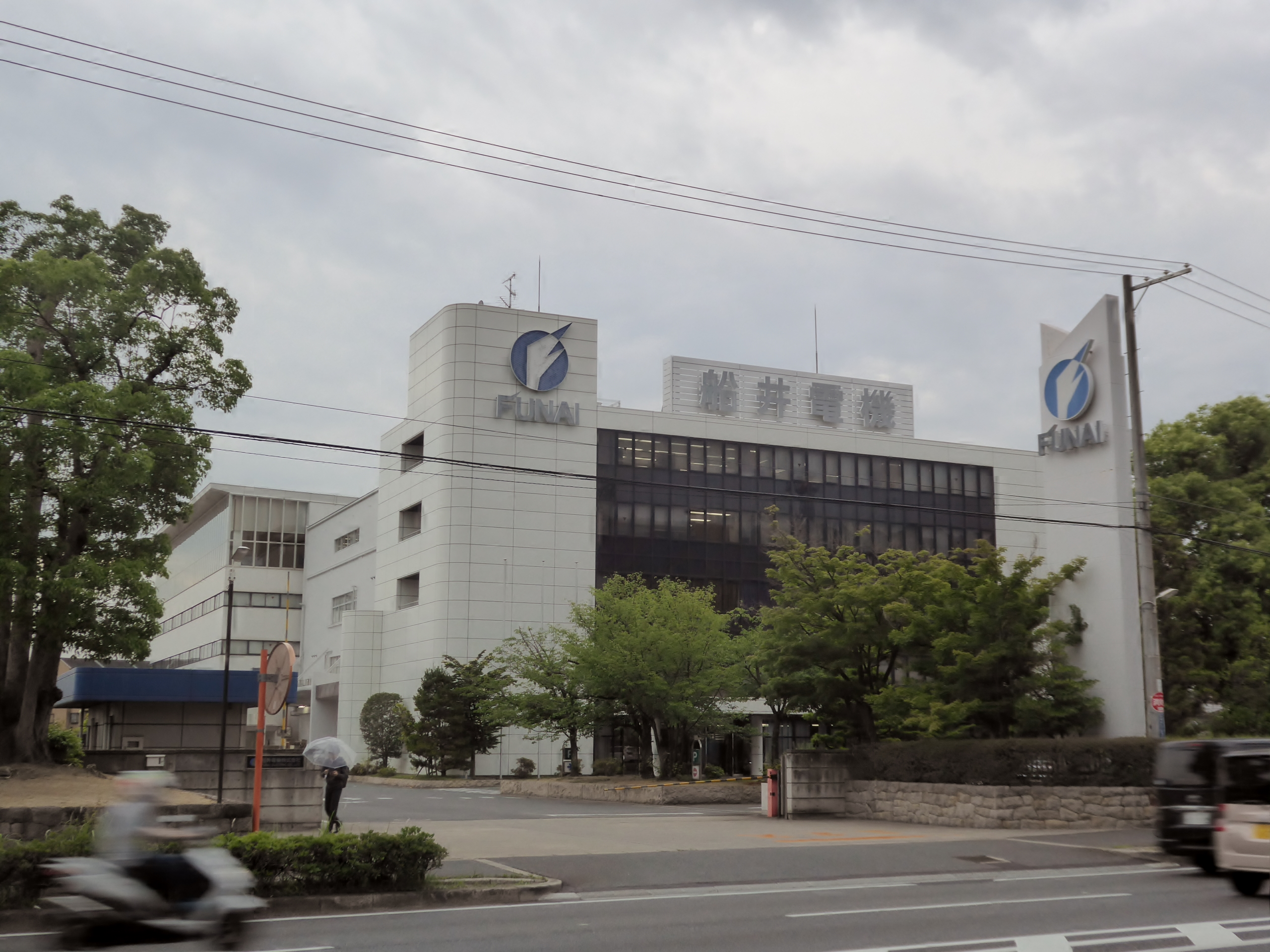
船井電機

- 朝日電器
- アカカベ
- 川村義肢
- 摂津倉庫
- 象印ファクトリー・ジャパン
- 内外硝子工業
- パシフィックサプライ
- フレンドリー
- 信栄機鋼

### 大東市にかつて本社を置いていた企業
- 船井電機 - 2024年10月24日破産

### 大東市にかつて拠点を置いていた工場
- 鐘紡 - 繊維製品を製造。1975年閉鎖。
- 三洋電機 - 登記上の本店も置いていた。
- 京セラ - SANYOブランドの携帯電話を製造。岐阜県安八郡安八町のソーラーアークより一回り小さな太陽光発電の看板があった。

### 金融機関
- りそな銀行　四條畷支店、住道支店
- 関西みらい銀行　四條畷支店、住道支店
- 池田泉州銀行　住道支店、大東支店
- 南都銀行　大東支店
- 大阪シティ信用金庫　住道支店、大東支店
- 大阪商工信用金庫　鴻池支店
- 枚方信用金庫　四条畷支店
- 尼崎信用金庫　大東支店
- 京都信用金庫　大東支店
- 成協信用組合　大東支店
- のぞみ信用組合　四条畷支店
- 大阪東部農業協同組合　本店、四條支店、住道支店、南郷支店

### 日本郵政グループ
（2012年12月現在）
- 日本郵便株式会社

- 大東郵便局（曙町） - 集配局。★
- 大東泉郵便局（泉町）
- 大東新町郵便局（新町）　★
- 大東津の辺郵便局（津の辺町）
- 大東氷野（ひの）郵便局（氷野町）
- 大東錦郵便局（錦町）
- 大東住道郵便局（住道）　★

- 大東野崎郵便局（野崎）　★
- 大東灰塚郵便局（灰塚）
- 大東朋来（ほうらい）郵便局（朋来）
- 大東寺川郵便局（寺川）　★
- 大東深野五郵便局（深野＝ふこの）
- 大東深野郵便局（深野）
- 大東諸福郵便局（諸福）

- ゆうちょ銀行

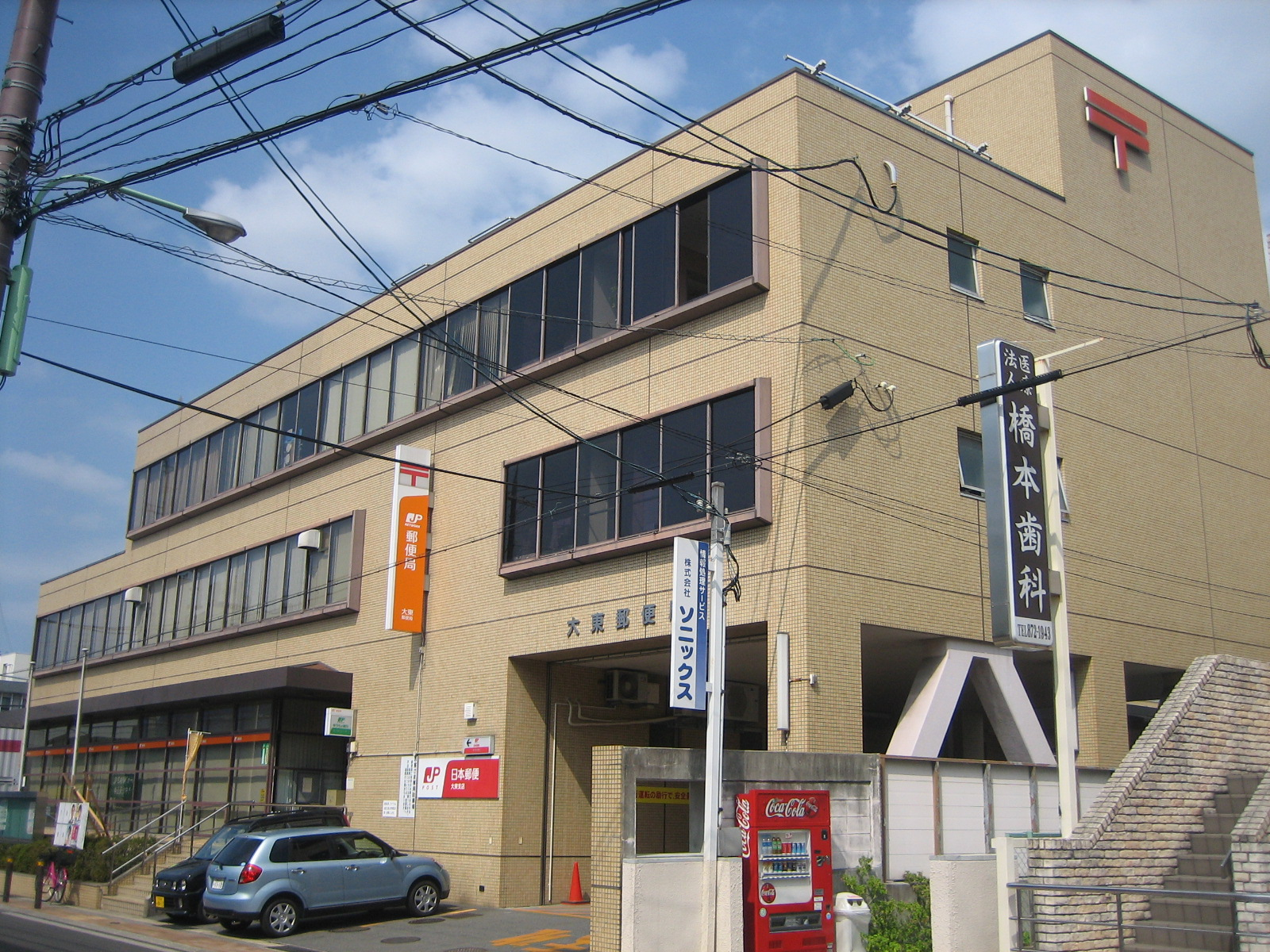
大東郵便局

  - 大阪支店 JR四條畷駅前出張所（学園町）（ATMのみ／ホリデーサービス実施）

その他上記の各郵便局にATMが設置されており、★印の郵便局ではホリデーサービスを実施。
※大東市内全域の郵便番号は「574-00xx」（大東郵便局の集配担当）となっている。

## 地域

### 人口
平成22年国勢調査より前回調査からの人口増減をみると、0.81％増の127,534人であり、増減率は府下43市町村中13位、72行政区域中28位。
| |                                        |  |
| 大東市と全国の年齢別人口分布（2005年） | 大東市の年齢・男女別人口分布（2005年） |  |
| ■紫色 ― 大東市 ■緑色 ― 日本全国 | ■青色 ― 男性 ■赤色 ― 女性              |  |
| 大東市（に相当する地域）の人口の推移 \| 1970年（昭和45年） \| 93,136人 \| \| \| 1975年（昭和50年） \| 110,829人 \| \| \| 1980年（昭和55年） \| 116,635人 \| \| \| 1985年（昭和60年） \| 122,441人 \| \| \| 1990年（平成2年） \| 126,460人 \| \| \| 1995年（平成7年） \| 128,838人 \| \| \| 2000年（平成12年） \| 128,917人 \| \| \| 2005年（平成17年） \| 126,504人 \| \| \| 2010年（平成22年） \| 127,534人 \| \| \| 2015年（平成27年） \| 123,217人 \| \| \| 2020年（令和2年） \| 119,367人 \| \| |                                        |  |
| 総務省統計局 国勢調査より |                                        |  |
| 1970年（昭和45年） | 93,136人                               |  |
| 1975年（昭和50年） | 110,829人                              |  |
| 1980年（昭和55年） | 116,635人                              |  |
| 1985年（昭和60年） | 122,441人                              |  |
| 1990年（平成2年） | 126,460人                              |  |
| 1995年（平成7年） | 128,838人                              |  |
| 2000年（平成12年） | 128,917人                              |  |
| 2005年（平成17年） | 126,504人                              |  |
| 2010年（平成22年） | 127,534人                              |  |
| 2015年（平成27年） | 123,217人                              |  |
| 2020年（令和2年） | 119,367人                              |  |

### 教育

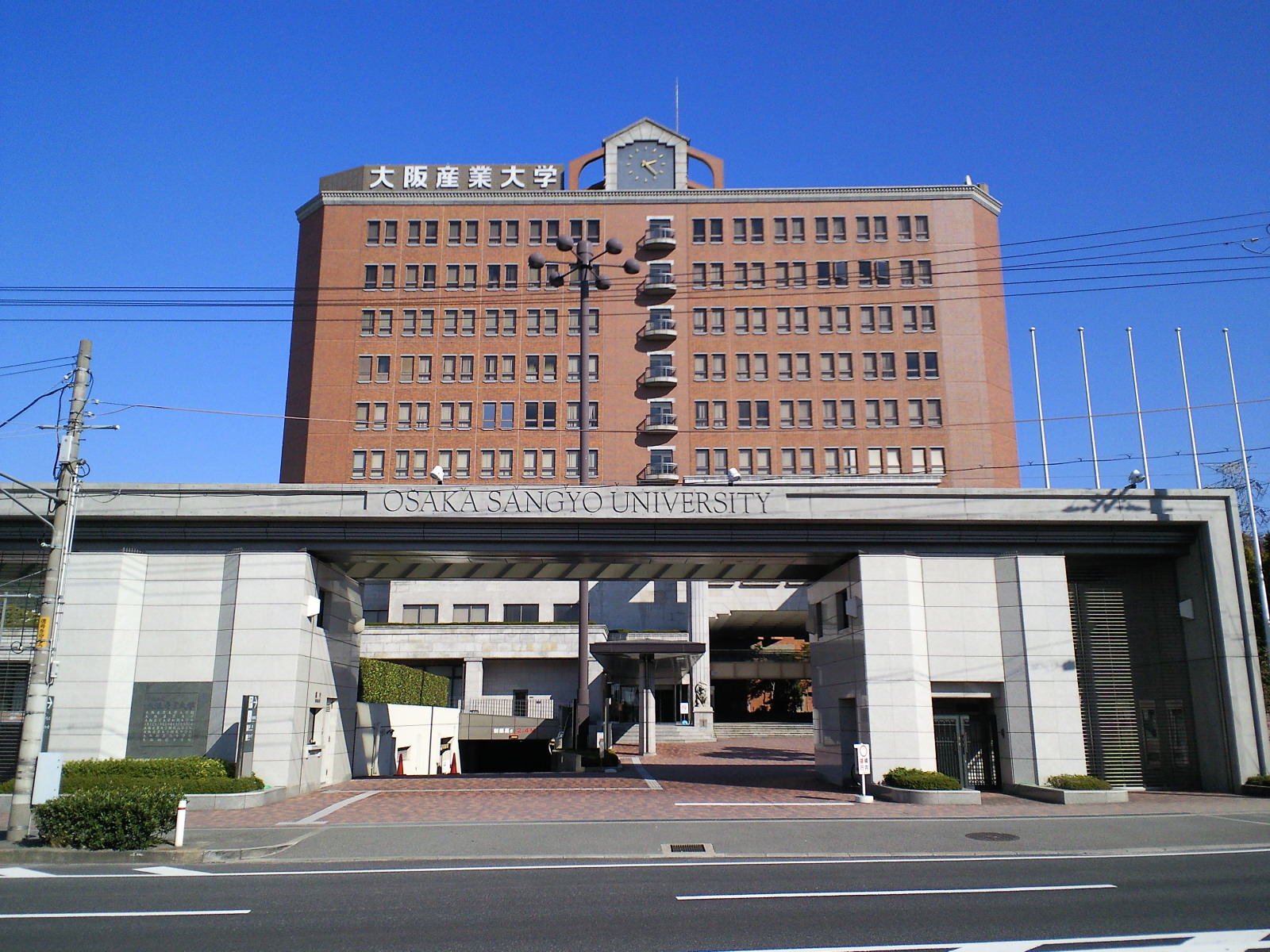
大阪産業大学

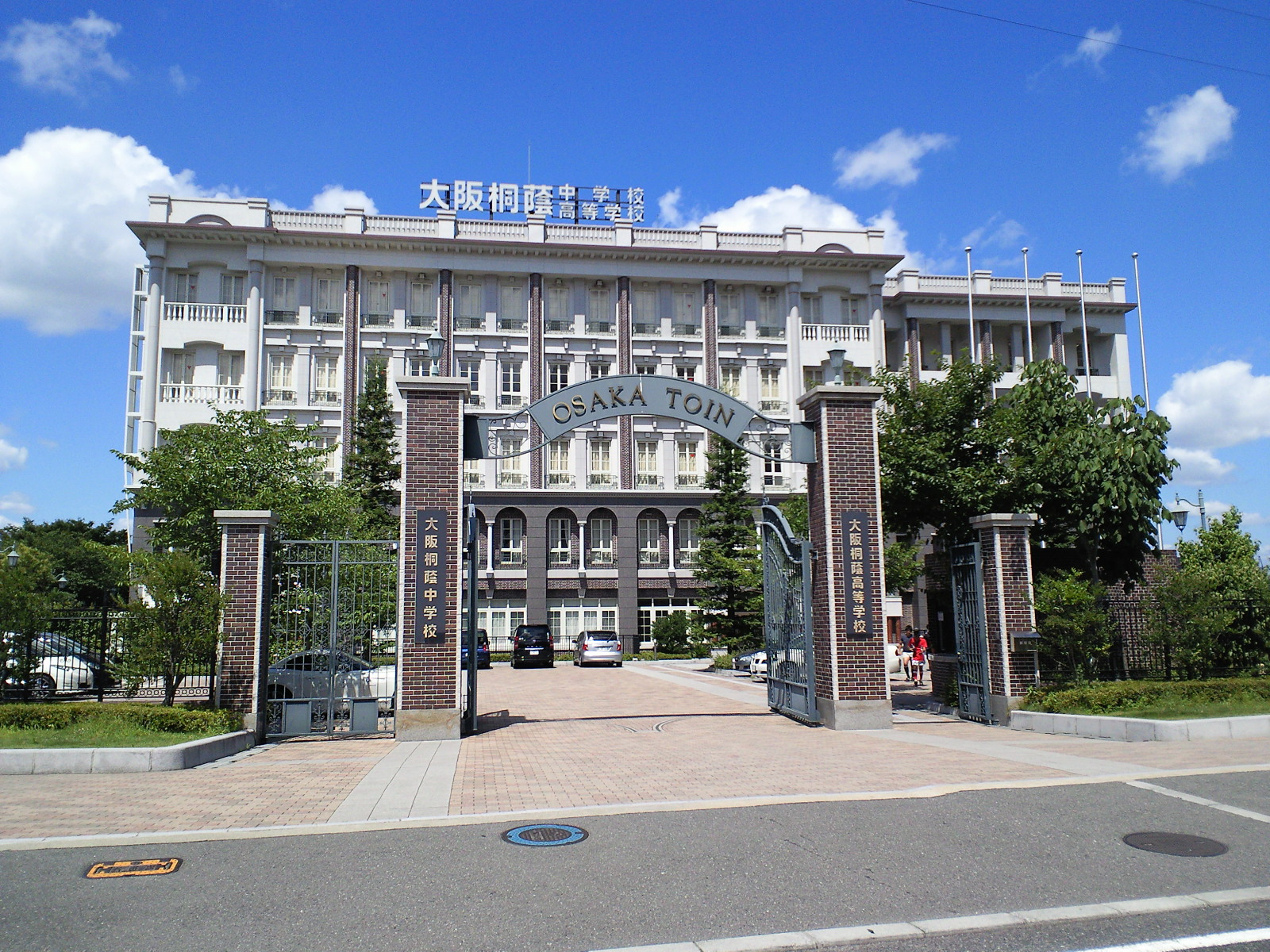
大阪桐蔭中学校・高等学校

#### 小学校
- 大東市立南郷小学校
- 大東市立住道北小学校
- 大東市立住道南小学校
- 大東市立四条小学校
- 大東市立四条北小学校
- 大東市立深野小学校
- 大東市立北条小学校
- 大東市立氷野小学校
- 大東市立泉小学校
- 大東市立諸福小学校
- 大東市立灰塚小学校
- 大東市立三箇小学校

#### 中学校
- 大東市立南郷中学校
- 大東市立住道中学校
- 大東市立四条中学校
- 大東市立深野中学校
- 大東市立北条中学校
- 大東市立谷川中学校
- 大東市立諸福中学校
- 大東市立大東中学校

#### 高等学校
- 太成学院大学高等学校
- 大阪府立緑風冠高等学校（旧：大阪府立大東高等学校）
- 大阪府立野崎高等学校

#### 一貫校
- 四條畷学園小学校・中学校・高等学校
- 大阪桐蔭中学校・高等学校

#### 大学
- 大阪産業大学
- 大阪産業大学短期大学部
- 四條畷学園大学
- 四條畷学園短期大学

#### 大阪府教育機関
- 大阪府立消防学校

## 交通

### 鉄道

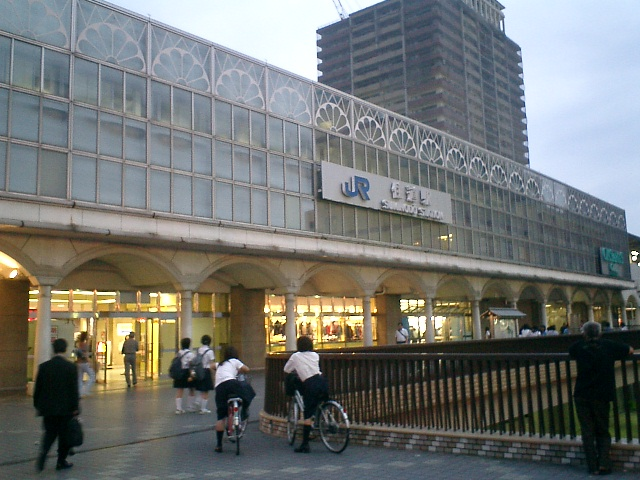
住道駅

西日本旅客鉄道（JR西日本）
- 片町線（学研都市線）
  - 四条畷駅 - 野崎駅 - 住道駅

- 中心となる駅：住道駅

### バス
- 近鉄バス：住道駅からは近鉄八尾駅（荒本駅経由）、東花園駅（産業大学・新石切駅経由）、萱島駅（門真市の八尾枚方線沿い経由）へ市外各方面と市内の生駒登山口への路線を、四条畷駅から東花園駅および四條畷市内への路線を運行する。
  - 大東市コミュニティバス：住道駅と三箇、南新田、朋来住宅、西部（新田・諸福地区）方面への路線を近鉄バスにより運行。
  - 近鉄バスの住道駅前発梅田（大阪市）行は2008年3月31日を以て廃止され梅田発JR住道行が土曜日の夜間に1本のみ運行されていたが、2016年8月11日の運行を最後に廃止された。
- 京阪バス：四条畷駅へ乗り入れ、寝屋川市駅、大和田駅への市外路線および、四條畷市のコミュニティ路線がある。また、御領付近（府道161号線沿い）にも路線がある。
- 大阪シティバス（旧・大阪市営バス）も市内を走行するが停留所はない。市営時代には住道駅と大阪駅を結ぶ路線も運行していた時代がある[10]。

### 道路

#### 国道
- 高速自動車国道
  - 近畿自動車道（大東鶴見IC）

ただし、近畿自動車道はわずかに大東市にかかっている程度で、また大東鶴見ICの大部分は大阪市鶴見区である。
- 一般国道
  - 国道170号（大阪外環状線、旧道＝東高野街道）

#### 府道
- 主要府道
  - 大阪府道8号大阪生駒線（阪奈道路）
  - 大阪府道21号八尾枚方線
- 一般府道
  - 大阪府道160号四條畷停車場線
  - 大阪府道161号深野南寺方大阪線
  - 大阪府道162号大東四條畷線
  - 大阪府道163号野崎停車場線
  - 大阪府道165号住道停車場線
  - 大阪府道166号鴻池新田停車場線
  - 大阪府道701号中垣内南田原線

#### 純民間道路
- 信貴生駒スカイライン（有料）

## 名所・旧跡
大東八景

　　1.住道駅周辺

　　2.寝屋川治水緑地（大阪府営公園深北緑地）

　　3.御領水路（水郷を偲ばせる景観保存地域 / 御領）

　　4.三箇城址‐三箇菅原神社（深野池に浮かぶ島（大箇）があったと推定されている / 三箇）

　　5.飯盛山（山頂には楠木正行の像があり大阪平野が一望できる / 大阪みどりの百選）

　　6.福聚山慈眼寺（野崎観音）（「野崎参り」で有名 / 大阪みどりの百選）

　　7.野崎飯盛ハイキング道

　　8.須波麻神社（市内唯一の式内社・祭神は大国主命 / 中垣）

- 東高野街道[11]
- 古堤街道
- 飯盛山城
- お染・久松の供養塚
- 野崎城址
- 平野屋会所跡（平野屋）
- 深野屋会所跡
- 堂山古墳群
- 北条神社（北条）
- 龍間神社（龍間）
- 坐摩神社（平野屋）
- 諸福天満宮（諸福 / 本殿は市指定文化財）
- 勿入渕（ないりそのふち）跡
- 大野神社(大野)
- 中垣内遺跡
- 北条西遺跡

## 著名な出身者

### スポーツ
- 牛島和彦 - 元プロ野球選手 ※出生地は奈良県河合町
- 宮地克彦 - 元プロ野球選手
- 久本祐一 - 元プロ野球選手
- 中村剛也 - プロ野球選手（2009年-市民栄誉賞第一号）
- 西岡剛 - 元プロ野球選手
- 小瀬浩之 - 元プロ野球選手
- 金本明博 - 元プロ野球選手
- 山本大明 - 元プロ野球選手
- 建山義紀 - 元プロ野球選手
- 井上広大 - プロ野球選手
- 中村光雄 - 元プロ野球選手
- 竹村千里 - プロゴルファー
- 竹村真琴 - プロゴルファー
- 星原健太 - 元プロサッカー選手
- 吉野恵悟 - プロレスのレフェリー
- 石田凱士 - プロレスラー
- 石橋尚也 - ラグビー選手
- 近藤翔耶 - ラグビー選手
- 鴨宮祥行 - 騎手

### 芸能
- 木下ほうか - 俳優
- 東風万智子 - 女優
- 竹村愛美 - 女優・タレント
- 村川絵梨 - 女優
- 中納良恵 - 歌手
- 花影アリス - 元宝塚歌劇団宙組娘役
- 木本武宏 - お笑い芸人（TKO）
- 平田健太 - 吉本新喜劇
- こじまラテ - お笑い芸人（なにわスワンキーズ）
- お見送り芸人しんいち - お笑い芸人

### その他
- 藪下泰司 - 日本のアニメーション監督。『白蛇伝』など東映動画の基礎を築いた。
- 松本俊太 - 政治学者。名城大学法学部教授。
- 田中邦裕 - 実業家。さくらインターネット代表取締役社長。
- 藤本記子 - 作曲家。Nostalgic Orchestra。
- 上柳昌彦 - アナウンサー。